# 이다 비후리

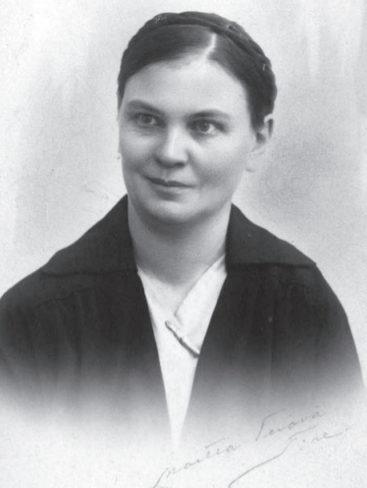
이다 비후리

이다 요하나 비후리(핀란드어: Iida Johanna Vihuri: 1882년 8월 18일 렘팰래-1929년 9월 7일 탐페레)는 핀란드의 정치인이다. 혼전 성은 힐덴(Hildén).
요한 쿠스타 힐덴(Johan Kustaa Hildén)과 요하나 파우누(Johanna Paunu)의 딸로 태어났다. 초등학교를 2년간 다니고 렘팰래와 탐페레에서 하녀, 공장 노동자로 일했다. 핀란드 내전 이후인 1918년에서 1920년 사이 정치범으로 수용되었다. 1922년에서 1929년 사이 해메주 북부 선거구에서 핀란드 사회민주당 소속으로 의회의원을 지냈다. 의원 재임 중인 1929년 SS 쿠루 침몰사고로 익사했다.